# Ferreira Gullar
Ferreira Gullar, rodným jménem José Ribamar Ferreira (10. září 1930, São Luís – 4. prosince 2016, Rio de Janeiro) byl brazilský komunistický básník. V roce 2010 získal Camõesovu cenu, nejprestižnější ocenění pro autory píšící v portugalském jazyce.
Publikovat začal v roce 1949. V roce 1959 sepsal Neo-Concrete manifesto, kterým založil tzv. novokonkrétní hnutí v brazilském umění, reprezentované zejména jeho přáteli, výtvarníky Héliem Oiticicaem a Lygií Clarkovou. V roce 1964 hnutí Gullar sám rozpustil, jako příliš elitistické. Zároveň v tom roce uprchl z Brazílie, jakožto člen komunistické strany, před vojenskou vládou, a to nejprve do Moskvy, později odešel do Santiaga de Chile, do Limy, aby se nakonec usadil v Buenos Aires, kde roku 1976 napsal jednu ze svých nejznámějších básní, Poema sujo (Špinavá báseň). V roce 1977 se vrátil do vlasti a byl uvězněn. V závěru života kritizoval i Lulovu levicovou vládu zleva, zejména v pravidelných týdenních v sloupcích v deníku Folha de S.Paulo, které psal od roku 2005.